# Ljutenica
Ljutenica je pikantni začin napravljen od povrća.
Sastoji se od paprike, mrkve, patlidžana, luka, češnjaka, papra, biljnog ulja, šećera, soli i rajčica.
Ljutenica je malo ljuća od ajvara.
U Bugarskoj se ljutenica kupuje u staklenkama te se često koristi kao namaz za tost i kruh. Često se jede i uz meso, većina domaćinstava će ljutenicu u kući držati tijekom cijele godine.